# Nazionale maschile under 20 di calcio dell'Uruguay
La Nazionale di calcio dell'Uruguay Under-20 è la rappresentativa calcistica dell'Uruguay composta da giocatori Under-20; è affiliata alla CONMEBOL ed è posta sotto l'egida della Asociación Uruguaya de Fútbol.
Ha vinto per sette volte il campionato sudamericano di categoria e per una volta il campionato mondiale Under-20 (nel 2023).

## Partecipazioni e piazzamenti a competizioni internazionali

### Mondiali Under-20
| Anno   | Piazzamento      | G               | V               | N*              | P               | GF              | GS              |
| ------ | ---------------- | --------------- | --------------- | --------------- | --------------- | --------------- | --------------- |
| 1977   | Quarto posto     | 5               | 3               | 1               | 1               | 6               | 5               |
| 1979   | Terzo posto      | 6               | 4               | 1               | 1               | 10              | 3               |
| 1981   | Quarti di finale | 4               | 3               | 0               | 1               | 6               | 2               |
| 1983   | Quarti di finale | 4               | 2               | 1               | 1               | 7               | 5               |
| 1985   | Non qualificato  | Non qualificato | Non qualificato | Non qualificato | Non qualificato | Non qualificato | Non qualificato |
| 1987   | Non qualificato  | Non qualificato | Non qualificato | Non qualificato | Non qualificato | Non qualificato | Non qualificato |
| 1989   | Non qualificato  | Non qualificato | Non qualificato | Non qualificato | Non qualificato | Non qualificato | Non qualificato |
| 1991   | Primo turno      | 3               | 0               | 1               | 2               | 0               | 7               |
| 1993   | Quarti di finale | 4               | 2               | 1               | 1               | 6               | 5               |
| 1995   | Non qualificato  | Non qualificato | Non qualificato | Non qualificato | Non qualificato | Non qualificato | Non qualificato |
| 1997   | Secondo posto    | 7               | 4               | 2               | 1               | 14              | 6               |
| 1999   | Quarto posto     | 7               | 2               | 2               | 3               | 7               | 8               |
| 2001   | Non qualificato  | Non qualificato | Non qualificato | Non qualificato | Non qualificato | Non qualificato | Non qualificato |
| 2003   | Non qualificato  | Non qualificato | Non qualificato | Non qualificato | Non qualificato | Non qualificato | Non qualificato |
| 2005   | Non qualificato  | Non qualificato | Non qualificato | Non qualificato | Non qualificato | Non qualificato | Non qualificato |
| 2007   | Ottavi di finale | 4               | 1               | 1               | 2               | 4               | 6               |
| 2009   | Ottavi di finale | 4               | 2               | 1               | 1               | 7               | 5               |
| 2011   | Primo turno      | 3               | 0               | 2               | 1               | 1               | 2               |
| 2013   | Secondo posto    | 7               | 4               | 2               | 1               | 10              | 3               |
| 2015   | Ottavi di finale | 4               | 1               | 2               | 1               | 3               | 3               |
| 2017   | Quarto posto     | 7               | 3               | 4               | 0               | 7               | 3               |
| 2019   | Ottavi di finale | 4               | 3               | 0               | 1               | 8               | 4               |
| 2023   | Campione         | 7               | 6               | 0               | 1               | 12              | 3               |
| Totale | 15/23            | 84              | 40              | 21              | 19              | 108             | 70              |

* I pareggi includono anche le partite concluse ai calci di rigore

## Tutte le rose

### Campionato mondiale di calcio Under-20
Campionato mondiale di calcio Under-20 19771 Álvez, 2 Russo, 3 Enrique, 4 Moreira, 5 Duque, 6 Rivero, 7 Bica, 8 Diogo, 9 Nadal, 10 Krasouski, 11 Ramos, 12 Maynard, 13 de León, 14 Vique, 15 Saralegui, 16 Silva, 17 Caetano, 18 Paz, CT: -
Campionato mondiale di calcio Under-20 19791 Álvez, 2 Cáceres, 3 Alaguich, 4 Bossio, 5 Luzardo, 6 Martínez, 7 Vargas, 8 Barrios, 9 Paz, 10 R. Viera, 11 Bueno, 12 M. Viera, 13 Revelez, 14 Gutiérrez, 15 Molina, 16 González, 17 Alonso, 18 Larrañaga, CT: Bentancor
Campionato mondiale di calcio Under-20 19811 Arias, 2 Gutiérrez, 3 Peña, 4 Vásquez, 5 Berrueta, 6 Melián, 7 Aguilera, 8 López Báez, 9 da Silva, 10 Francescoli, 11 Villazán, 12 Zeoli, 13 Linaris, 14 Ancheta, 15 Batista, 16 Lemos, 17 Barán, 18 Noble, CT: Bentancor
Campionato mondiale di calcio Under-20 19831 Picún, 2 C. Martínez, 3 Uberti, 4 Esnal, 5 Perdomo, 6 Silva, 7 Miranda, 8 Zalazar, 9 Aguilera, 10 J. Martínez, 11 Sosa, 12 Fuentes, 13 De León, 14 Ancheta, 15 Pintos Saldanha, 16 Montaño, 17 Olivera, 18 Ayala, CT: Etchegoyen
Campionato del mondo Under-20 19911 Larrosa, 2 Márquez, 3 Lima, 4 Severo, 5 Dorta, 6 Montero, 7 Tais, 8 Vespa, 9 Ferreyra, 10 Tejera, 11 Vázquez, 12 Mitarian, 13 Marenco, 14 Beñalba, 15 Martínez, 16 Silva, 17 Canobbio, 18 Lujambio, CT: Duarte
Campionato del mondo Under-20 19931 Martínez, 2 Madruga, 3 Olivera, 4 López, 5 Silva, 6 Adinolfi, 7 Sena, 8 O'Neill, 9 Lemos, 10 Márquez, 11 F. Correa, 12 Menéndez, 13 N. Correa, 14 Traversa, 15 Álvez, 16 Delgado, 17 Dapueto, 18 Rodríguez, CT: Castelnoble
Campionato del mondo Under-20 19971 Munúa, 2 Perea, 3 Rivas, 4 Díaz, 5 García, 6 Pellegrín, 7 Callejas, 8 Coelho, 9 Zalayeta, 10 Olivera, 11 Podestá, 12 Carini, 13 Meloño, 14 Lembo, 15 Regueiro, 16 Abreu, 17 López, 18 Cartagena, CT: Púa
Campionato del mondo Under-20 19991 Carini, 2 Carreño, 3 Sorondo, 4 Díaz, 5 Pouso, 6 Pellegrín, 7 Correa, 8 Pérez, 9 Chevantón, 10 Ligüera, 11 Anchén, 12 Nanni, 13 Macaluso, 14 Forlán, 15 Albermager, 16 Machado, 17 Canobbio, 18 Cardozo, CT: Púa
Campionato del mondo Under-20 20071 Goicoechea, 2 Prieto, 3 Cáceres, 4 González, 5 Román, 6 Kagelmacher, 7 Cardacio, 8 D. Suárez, 9 Cavani, 10 Vonder Putten, 11 Figueroa, 12 Irrazábal, 13 Díaz, 14 Arismendi, 15 Ruiz, 16 Montelongo, 17 Surraco, 18 L. Suárez, 19 Viudez, 20 Alfaro, 21 Fontes, CT: Ferrín
Campionato del mondo Under-20 20091 Pérez, 2 Herrera, 3 Silva, 4 Gunino, 5 D. Rodríguez, 6 Cabrera, 7 Viudez, 8 Calzada, 9 Charquero, 10 Ramírez, 11 Hernández, 12 M. Rodríguez, 13 Aguirregaray, 14 Lodeiro, 15 Pereyra, 16 Mieres, 17 Urretaviscaya, 18 Mirabaje, 19 Coates, 20 García, 21 Campaña, CT: Aguirre
Campionato del mondo Under-20 20111 Ichazo, 2 Platero, 3 Polenta, 4 de los Santos, 5 Cayetano, 6 Cabrera, 7 Luna, 8 Vecino, 9 Rodríguez, 10 Ceppelini, 11 Texeira, 12 Gelpi, 13 Olivera, 14 Arias, 15 Martínez, 16 Prieto, 17 Moreira, 18 Mayada, 19 Rolán, 20 Lores Varela, 21 da Silva, CT: Verzeri
Campionato del mondo Under-20 20131 Cubero, 2 Velázquez, 3 Silva, 4 G. Varela, 5 J. Varela, 6 Amondarain, 7 Pais, 8 Cristóforo, 9 Rolán, 10 De Arrascaeta, 11 López, 12 de Amores, 13 Laxalt, 14 Bueno, 15 Gino, 16 Olaza, 17 Rodríguez, 18 Bentancourt, 19 Giménez, 20 Avenatti, 21 Aguerre, CT: Verzeri
Campionato del mondo Under-20 20151 Cardozo, 2 Ale, 3 González, 4 Lemos, 5 Nández, 6 Poyet, 7 Castro, 8 Arambarri, 9 Báez, 10 Pereiro, 11 Acosta, 12 Guruceaga, 13 Saracchi, 14 Etcheverry, 15 Méndez, 16 Guerra, 17 Suárez, 18 Cotugno, 19 Cabaco, 20 Amaral, 21 Tabárez, CT: Coito
Campionato del mondo Under-20 20171 Mele, 2 Bueno, 3 Gularte, 4 Rodríguez, 5 Olivera, 6 Saracchi, 7 Ardaiz, 8 Benavídez, 9 Schiappacasse, 10 Amaral, 11 De La Cruz, 12 Tinaglini, 13 Viera, 14 Boselli, 15 Waller, 16 Valverde, 17 Viña, 18 Rogel, 19 Canobbio, 20 Bentancur, 21 Freitas, CT: Coito
Campionato del mondo Under-20 20191 Israel, 2 Méndez, 3 Cáceres, 4 Busquets, 5 Barrios, 6 M. Araújo, 7 Gómez, 8 S. Rodríguez, 9 Núñez, 10 Schiappacasse, 11 B. Rodríguez, 12 Bacchia, 13 Ancheta, 14 Ginella, 15 Elizalde, 16 Acevedo, 17 Chacón, 18 Sanabria, 19 R. Araújo, 20 Boselli, 21 Silveira, CT: Ferreyra
Campionato del mondo Under-20 20231 Machado, 2 Boselli, 3 Antoni, 4 Ponte, 5 Díaz, 6 De Ritis, 7 Duarte, 8 Chagas, 9 Ferrari, 10 Fr. González, 11 Cruz, 12 R. Rodríguez, 13 Matturro, 14 García, 15 Sosa, 16 Fa. González, 17 Abaldo, 18 Homenchenko, 19 L. Rodríguez, 20 Siri, 21 Arbío, CT: Broli

### Campionato sudamericano di calcio Under-20
Campionato sudamericano Under-20 1992P Martínez, P Menéndez, D Adinolfi, D López, D Madruga, D Oliveira, D Rodríguez, D Silva, D Traversa, C Dapueto, C Delgado, C Lemos, C Márquez, C Sena, A Álvez, A F. Correa, A N. Correa, A Pérez, CT: Castelnoble
Campionato sudamericano Under-20 19991 Carini, 2 Nanni, 3 Carreño, 4 Díaz, 5 Macaluso, 6 Pallante, 7 Pellegrín, 8 Sorondo, 9 Albermagger, 10 Canobbio, 11 Ligüera, 12 Machado, 13 Pérez, 14 Pouso, 15 Rodríguez, 16 Sarkisian, 17 Bueno, 18 Cardozo, 19 Chevantón, 20 Forlán, CT: Púa
Campionato sudamericano Under-20 20011 Schmidt, 2 Melo, 3 Meneses, 4 Alonso, 5 Eguren, 6 Lima, 7 Álvarez, 8 Leguizamón, 9 Revetria, 10 Olivera, 11 Barreto, 12 Silva, 13 Martínez, 14 Gutiérrez, 15 Diogo, 16 Denis, 17 Jacques, 18 Domínguez, 19 Peralta, 20 Gómez, CT: Púa
Campionato sudamericano Under-20 2003P Silva, P Viera, D Alonso, D López, D Montenegro, D C. Rodríguez, D G. Rodríguez, D Semperena, D Valdez, C Diogo, C Fernández, C Grossmüller, C Ithurralde, C Martínez, C Olivera, C Viana, A Ferreira, A Guerrero, A Porta, A A. Rodríguez, CT: da Silva
Campionato sudamericano Under-20 20051 Muslera, 2 Godín, 3 S. Rodríguez, 4 M. Rodríguez, 5 Pereira, 6 Lavie, 7 Aguiar, 8 R. Rodríguez, 9 Stuani, 10 C. Rodríguez, 11 Navarro, 12 Álvarez, 13 Silvera, 14 Echeverría, 15 Ezquerra, 16 Peinado, 17 Alonso, 18 La Luz, 19 J. Rodríguez, 20 Albín, CT: Castelnoble
Campionato sudamericano Under-20 20071 Irrazábal, 2 Kagelmacher, 3 Cáceres, 4 M. Díaz, 5 Román, 6 González, 7 Cardacio, 8 Suárez, 9 Cavani, 10 Vonder Putten, 11 Figueroa, 12 Fontes, 13 J.M. Díaz, 14 Arismendi, 15 Paz, 16 Lombardi, 17 Surraco, 18 Scorza, 19 Laens, 20 Silva, CT: Ferrín
Campionato sudamericano Under-20 20091 Pérez, 2 Herrera, 3 Silva, 4 Gunino, 5 Píriz, 6 Cabrera, 7 Aguirregaray, 8 Calzada, 9 Charquero, 10 Viudez, 11 Hernández, 12 M. Rodríguez, 13 Córdoba, 14 Lodeiro, 15 Pereyra, 16 Coates, 17 Urretaviscaya, 18 Peña, 19 D. Rodríguez, 20 García, CT: Aguirre
Campionato sudamericano Under-20 20111 da Silva, 2 Platero, 3 Polenta, 4 N. Rodríguez, 5 Pereira, 6 Cabrera, 7 Luna, 8 Vecino, 9 F. Rodríguez, 10 Ceppelini, 11 Jones, 12 Ichazo, 13 Olivera, 14 Arias, 15 Cayetano, 16 Prieto, 17 Moreira, 18 Mayada, 19 Machado, 20 Gallegos, CT: Verzeri
Campionato sudamericano Under-20 20131 Cubero, 2 Velázquez, 3 Silva, 4 G. Varela, 5 J. Varela, 6 Formiliano, 7 Pais, 8 Cristóforo, 9 Rolán, 10 César, 11 Aguirre, 12 de Amores, 13 Laxalt, 14 Bueno, 15 Abisab, 16 Moreira, 17 Rodríguez, 18 De Arrascaeta, 19 Bentancourt, 20 López, 21 Aguerre, 22 Amondarain, CT: Verzeri
Campionato sudamericano Under-20 20151 Cardozo, 2 Ale, 3 Toma, 4 Lemos, 5 Nández, 6 Guerra, 7 Castro, 8 Arambarri, 9 Báez, 10 Pereiro, 11 Acosta, 12 Guruceaga, 13 Boné, 14 Fagúndez, 15 Faber, 16 Etcheverry, 17 Sequeira, 18 Pizzichillo, 19 Cabaco, 20 Amaral, 21 Cotugno, 22 Suárez, 23 Tabárez, CT: Coito
Campionato sudamericano Under-20 20171 Mele, 2 Bueno, 3 N. Rodríguez, 4 J. L. Rodríguez, 5 Olivera, 6 Saracchi, 7 Ardaiz, 8 Benavídez, 9 Schiappacasse, 10 Amaral, 11 De La Cruz, 12 Tinaglini, 13 Gularte, 14 Fernández, 15 Waller, 16 Rossi, 17 Viña, 18 Rogel, 19 Canobbio, 20 Bentancur, 21 Viera, 22 Sant'Anna, 23 Freitas, CT: Coito
Campionato sudamericano Under-20 20191 Israel, 2 Méndez, 3 Cáceres, 4 Busquets, 5 Barrios, 6 Araújo, 7 Gómez, 8 Zalazar, 9 Batista, 10 Schiappacasse, 11 García, 12 Bacchia, 13 Ancheta, 14 de los Santos, 15 Elizalde, 16 Acevedo, 17 Dávila, 18 Sanabria, 19 Núñez, 20 Boselli, 21 Chacón, 22 Laborda, 23 Silveira, CT: Coito
Campionato sudamericano Under-20 20231 Machado, 2 Boselli, 3 Antoni, 4 Ponte, 5 De Ritis, 6 Díaz, 7 Sánchez, 8 Chagas, 9 Álvaro, 10 Fr. González, 11 Cruz, 12 R. Rodríguez, 13 E. Rodríguez, 14 García, 15 Sosa, 16 Fa. González, 17 Abaldo, 18 Gauthier, 19 L. Rodríguez, 20 Siri, 21 Duarte, 22 Cabrera, 23 Arbío, CT: Broli
Campionato sudamericano Under-20 20251 Martínez, 2 Invernizzi, 3 Calione, 4 Agazzi, 5 J. Rodríguez, 6 Pacífico, 7 Lavega, 8 Helguera, 9 Machado, 10 Petit, 11 Albarracín, 12 Bonilla, 13 F. González, 14 Peralta, 15 Montero, 16 Cuello, 17 Zalazar, 18 Barbas, 19 Crucci, 20 Pino, 21 Severo, 22 Calcagno, 23 Ortiz, CT: Coito